# Kristín Jóhannesdóttir
Kristín Jóhannesdóttir   (Reykjavík, 17 de novembre de 1948) és una directora de cinema islandesa.

## Biografia
Kristín Jóhannesdóttir és un dels directors de cinema més individualistes i d'orientació estilística d'Islàndia.
Va estudiar a la Universitat Paul Valéry de Montpeller. Aquí es va formar en literatura el 1974 i va cursar la primera part del seu doctorat en filmografia el 1977. També va fer un curs pràctic de televisió, vídeo i cinema a Vincennes Paris VIII. Igualment, va aprovar els exàmens de direcció cinematogràfica al Conservatoire Libre de Cinema Français l'any 1978.
Després de ser acreditada per dos curtmetratges a França, va tornar a Islàndia i va patrocinar una productora amb el guionista i director Sigurdur Pálsson. Va produir el seu primer llargmetratge el 1983, Á hjara veraldar . També ha dirigit obres de teatre i pel·lícules de televisió per a la televisió islandesa, entre les quals destaquen A Purpose in Life i Broken Glass. Ambdues pel·lícules de televisió són entrevistes personals de temes moderns lligades amb referències a contes de fades.
L'última pel·lícula de Jóhannesdóttir, Svo á jörðu sem á himni) va sortir el 1992, està basada en el seu propi guió i va ser escollida com a contribució d'Islàndia a l'Any de coproducció nòrdica. Fou escollida per ser mostrada a la secció Focus on Nordic Film al 45è Festival Internacional de Cinema de Canes. També fou exhibida al XXVI Festival Internacional de Cinema Fantàstic de Sitges.

## Filmografia
- 1983 – Á hjara veraldar (Rainbows End)
- 1992 – Svo á jörðu sem á himni (As in Heaven)